# Notre-Dame de la Vallée
La Vierge de la Vallée (Virgen del Valle) est un vocable de la Vierge Marie, considérée sainte patronne de beaucoup de lieux en Espagne et en Amérique latine. 

## En Argentine

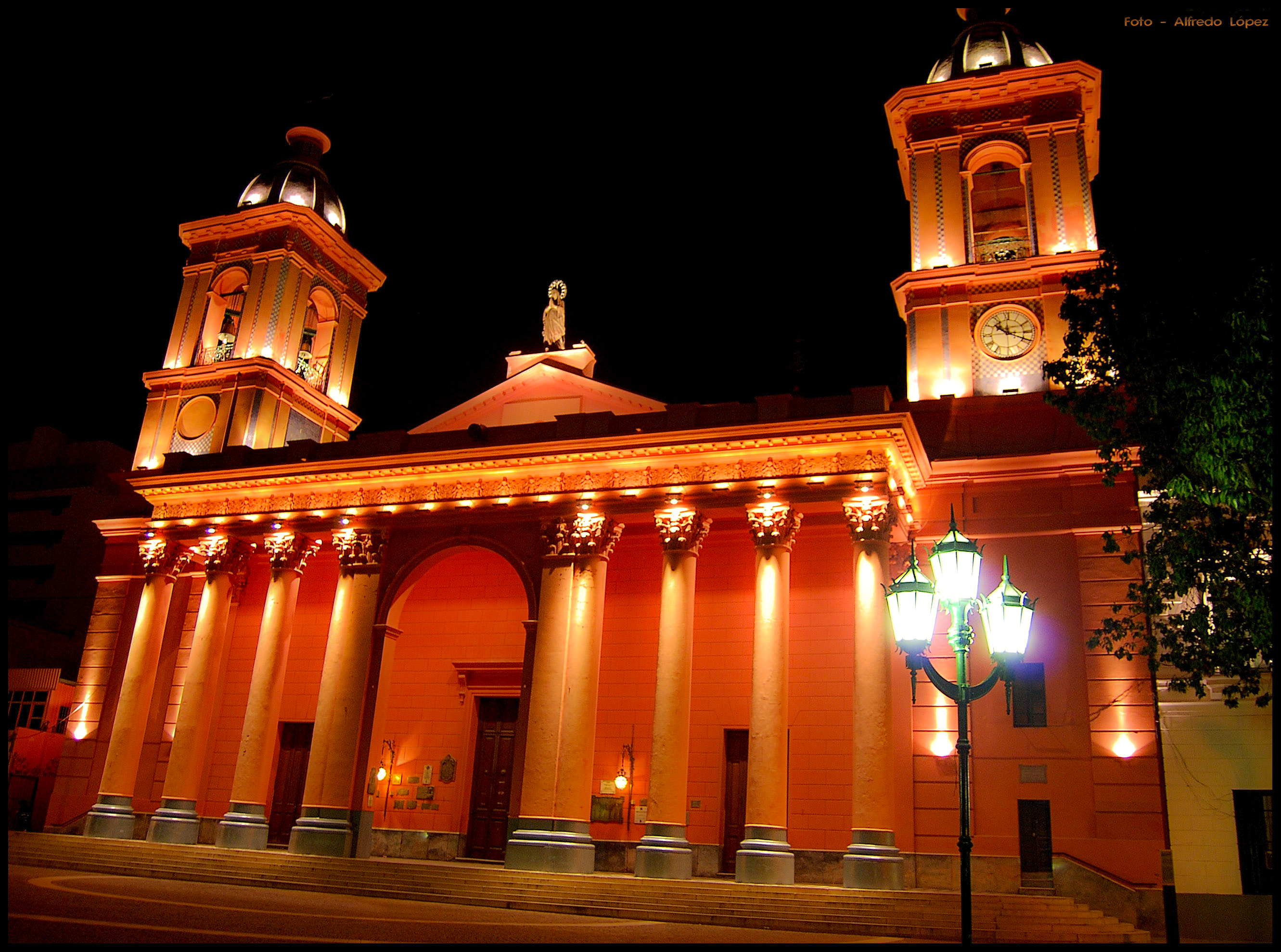
Cathédrale-basilique Sanctuaire de la Vierge de la Vallée

Notre-Dame de la Vallée est la sainte patronne de la province de Catamarca, du diocèse d'Añatuya et protectrice du diocèse de La Rioja. Patronne des cotonniers du Chaco, dans le nord-ouest argentin. Sainte patronne nationale du tourisme et du parachutisme. Depuis 1996 elle est la sainte patronne du festival de Cosquin, par arrêté N° 68 du 6 février 1996, signé par le maire de la ville, Walter Raúl Costranco. En 2013 elle a été choisie comme sainte patronne de la Foire Internationale de Tourisme d'Amérique latine, la plus grande du secteur dans le continent. La décision a été prise par l'Association Argentine d'Agences de Voyages et Tourisme (aujourd'hui FAEVyT) dans un arrêté qu'a signé son titulaire, Fabricio ai Donné Giambattista.
L'apparition de Notre-Dame de la Vallée, a eu lieu entre 1618 et 1620 dans une grotte de Choya, Département Capital de la province de Catamarca, dans le nord-ouest argentin.

## En Espagne
Le vocable de Notre Dame de la Vallée est commune en Espagne, via différents représentations et ermitages dans des lieux comme: Ceuta, Jerez de la Frontière, Santaella (Province de Cordoue) Séville, Lucena (Cordoue), Tolède,Torrecilla de la Jara (Tolède), Quartier d'Adelfas (Madrid),  Saldaña (Palencia), Torrubia du Champ (Cuenca), Mota du Cuervo (Cuenca), Flammes de Cabrera (León), Utrilla et Muriel de la Source (Soria), Cenicero (La Rioja), Vera (Almería), Pravia en Asturies, etc.